# Sultanah Nur Diana Petra
Sultana Núr Diana Petra (v jawi سلطانة نور ديانا ڤيترا عبدالله, v anglickém přepise Sultanah Nur Diana Petra, rozená Jana Jakoubková (* 25. února 1988, Praha) je sultánkou malajského svazového státu Kelantan.

## Život
Narodila se 25. února 1988 v Praze. 
Dne 30. října 2010 se provdala za sultána Muhammada V. z Kelantanu. Před svatbou konvertovala k islámu a změnila si jméno na Nur Diana Petra Abdullah. Jako manželce sultána jí bylo dovoleno používat čestnou předponu Če Puan (doslova „dáma“) a oslovení Jang Berbahagia (v překladu „Její milost“). 
V roce 2022 byla svým manželem povýšena do hodnosti sultánky Kelantanu s oslovením Její královská Výsost (Duli Jang Maha Mulia) a čestnou předponou Sultana před jejím jménem. 
Jako sultánka z Kelantanu často doprovází svého manžela na oficiálních i neoficiálních akcích a reprezentuje svou zemi na veřejnosti. Je rovněž patronkou různých společenských a charitativních organizací ve své zemi.

## Pocty
V říjnu 2024 britská Královská botanická společnost se sídlem ve Spojeném království na její počest pojmenovala druh orchideje přítomné na festivalu Kelantan Flora 2024 a jeden hybridní druh orchidejí s názvem „Orchid Vandachostylis Sultanah Nur Diana Petra“. 